# 大浜芳美
芳美（よしみ、1981年11月23日 - ）本名：大浜 芳美（おおはま よしみ）は、日本の女子キックボクサー。兵庫県神戸市長田区出身。OGUNIジム所属。「恋のから騒ぎ」第11期生（2004年 - 2005年）。
過去に本名の大浜 芳美、アリカ、三宅 芳美とリングネームを変えて活動していた。

## 来歴
プロ転向後なかなか試合する機会に恵まれなかったが、2005年3月26日、ラスベガスでメキシコ人のArdra Hernandezと対戦し判定負け（当初は渡辺久江の出場が発表されていたがパンクラス出場のためキャンセル、代役で大浜が出場）。同年6月19日の「ANGEL'S」伊原道場大会で国内デビュー、柴田奈美をKOで下し初陣を飾った。
2007年2月4日のJ-NETWORK主催「女祭り」でキックデビュー戦のMIKUに開始22秒で首相撲による膝蹴りでKO負け（この試合が契機となり、その後J-GIRLSで首相撲が禁止となった）。10月14日の山田純琴戦でも1-2の判定負け。2008年1月12日の古谷あさみ戦では初回に得意のバックハンドブローでダウンを奪い、2-0の判定で久々に勝利したが、続く5月25日の杉貴美子戦に判定負け。その後も結果が出ない日々が続き、自分自身を変えるべく2009年2月10日付でOGUNIジムからインスパイヤードモーション・キックボクシングスタジオに移籍した。
2010年10月10日、JEWELS初参戦となったJEWELS 10th RINGで能村さくらとシュートボクシングルールで対戦し、3度のシュートポイントを奪われた上で0-3の判定負け。この試合よりリングネームを本名から「アリカ」に変更した。
2018年6月にOGUNIジムに復帰。復帰後は黒星が続き、引退も囁かれたが、2020年1月26日にエミNFCからダウンを奪って判定勝ちし、久々に勝利を飾った。

## 戦績
| キックボクシング 戦績 | キックボクシング 戦績 | キックボクシング 戦績 | キックボクシング 戦績 | キックボクシング 戦績 | キックボクシング 戦績 | キックボクシング 戦績 |
| --------------------- | --------------------- | --------------------- | --------------------- | --------------------- | --------------------- | --------------------- |
| 16 試合               | (T)KO                 | 判定                  | その他                | 引き分け              | 無効試合              |                       |
| 4 勝                  | 1                     | 3                     | 0                     | 2                     | 0                     |                       |
| 10 敗                 | 1                     | 9                     | 0                     | 2                     | 0                     |                       |

| 勝敗 | 対戦相手        | 試合結果                     | 大会名                                                                                                 | 開催年月日     |
| ×    | 能村さくら      | 2分3R終了 判定0-3            | JEWELS 10th RING 【シュートボクシングルール】                                                          | 2010年10月10日 |
| ×    | 大石ゆきの      | 2分3R終了 判定0-3            | ニュージャパンキックボクシング連盟「熱風 零四」                                                        | 2010年5月9日   |
| △    | 岡加奈子        | 2分3R終了 判定1-1            | ニュージャパンキックボクシング連盟「熱風 零参」                                                        | 2010年3月28日  |
| ×    | 林田昌子        | 2分3R終了 判定0-3            | J-NETWORK「J-GIRLS Catch The stone 〜3」 【Japan Queen Tournament 2009 1回戦】                         | 2009年5月31日  |
| ×    | ☆MIKA☆          | 2分3R終了 判定0-3            | ニュージャパンキックボクシング連盟「ROAD TO REAL KING I」                                              | 2009年1月25日  |
| △    | 難波久美子      | 2分3R終了 判定1-1            | ニュージャパンキックボクシング連盟 「START OF NEW LEGEND XI 新しい伝説の始まり」                       | 2008年9月27日  |
| ×    | 杉貴美子        | 3R終了 判定0-3               | J-NETWORK「J-GIRLS World Queen Tournament 2008 決勝戦」 【J-GIRLスーパーフライ級王座次期挑戦者決定戦】 | 2008年5月25日  |
| ○    | 古谷あさみ      | 3R終了 判定2-0               | J-NETWORK「J-GIRLS 白雪祭り」 【フライ級王者挑戦者決定トーナメント 準決勝】                            | 2008年1月12日  |
| ×    | 山田純琴        | 2分3R終了 判定1-2            | ニュージャパンキックボクシング連盟 「FIGHTING EVOLUTION XII 〜進化する戦い 12th〜」                    | 2007年10月14日 |
| ×    | MIKU            | 1R 0:22 KO（膝蹴り）         | J-NETWORK「2007年『女祭り』開幕戦」 【J-GIRLS認定初代フライ級王座決定トーナメント 1回戦】              | 2007年2月4日   |
| ×    | 杉貴美子        | 2分3R終了 判定0-3            | ニュージャパンキックボクシング連盟 「ADVANCE IX 〜前進〜」                                             | 2006年10月15日 |
| ○    | 奥村ユカ        | 2分3R終了 判定3-0            | 新日本キックボクシング協会「ANGEL'S 6th」                                                              | 2006年6月25日  |
| ×    | 林田昌子        | 2分3R終了 判定0-3            | 全日本キックボクシング連盟「CUB♀KICK'S-1」                                                             | 2006年4月16日  |
| ○    | 鈴木れい子      | 3分2R終了 判定3-0            | 新日本キックボクシング協会「ANGEL'S 4th」                                                              | 2005年11月27日 |
| ○    | 柴田奈美        | 1R 0:34 KO（左ミドルキック） | 新日本キックボクシング協会「ANGEL'S 3rd」                                                              | 2005年6月19日  |
| ×    | Ardra Hernandez | 判定                         | （ラスベガス）                                                                                         | 2005年3月26日  |